# جورج كولز (سياسي)
جورج كولز هو سياسي كندي، ولد في 20 سبتمبر 1810 في جزيرة الأمير إدوارد في كندا، وتوفي في 21 أغسطس 1875 في كندا. حزبياً، نشط في الحزب الليبرالي في جزيرة الأمير إدوارد ‏. وقد انتخب رئيس وزراء جزيرة الأمير إدوارد ‏.